# Cyanea rivularis
Cyanea rivularis är en klockväxtart som beskrevs av Joseph Rock. Cyanea rivularis ingår i släktet Cyanea, och familjen klockväxter. Inga underarter finns listade i Catalogue of Life.

## Bildgalleri

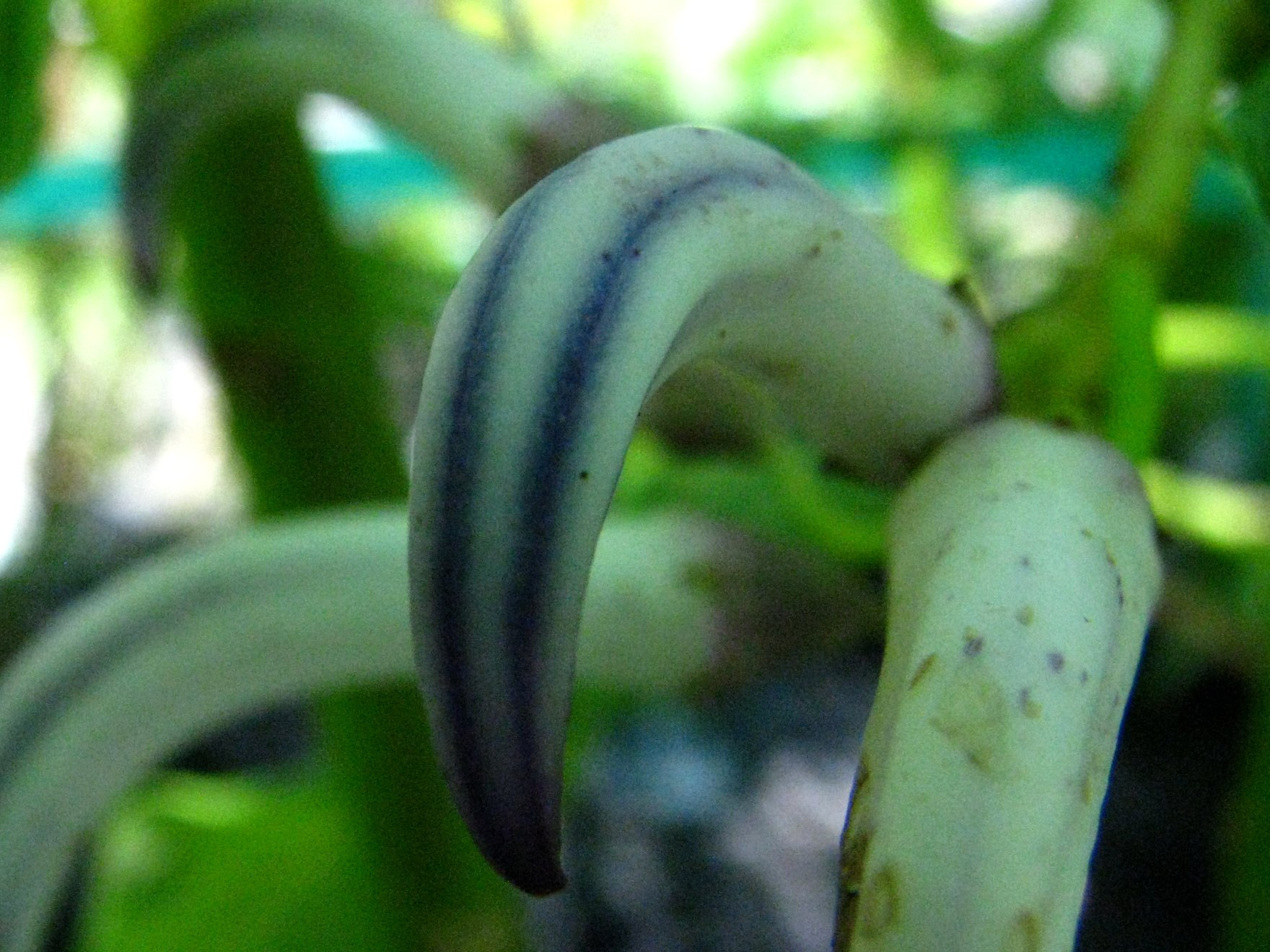
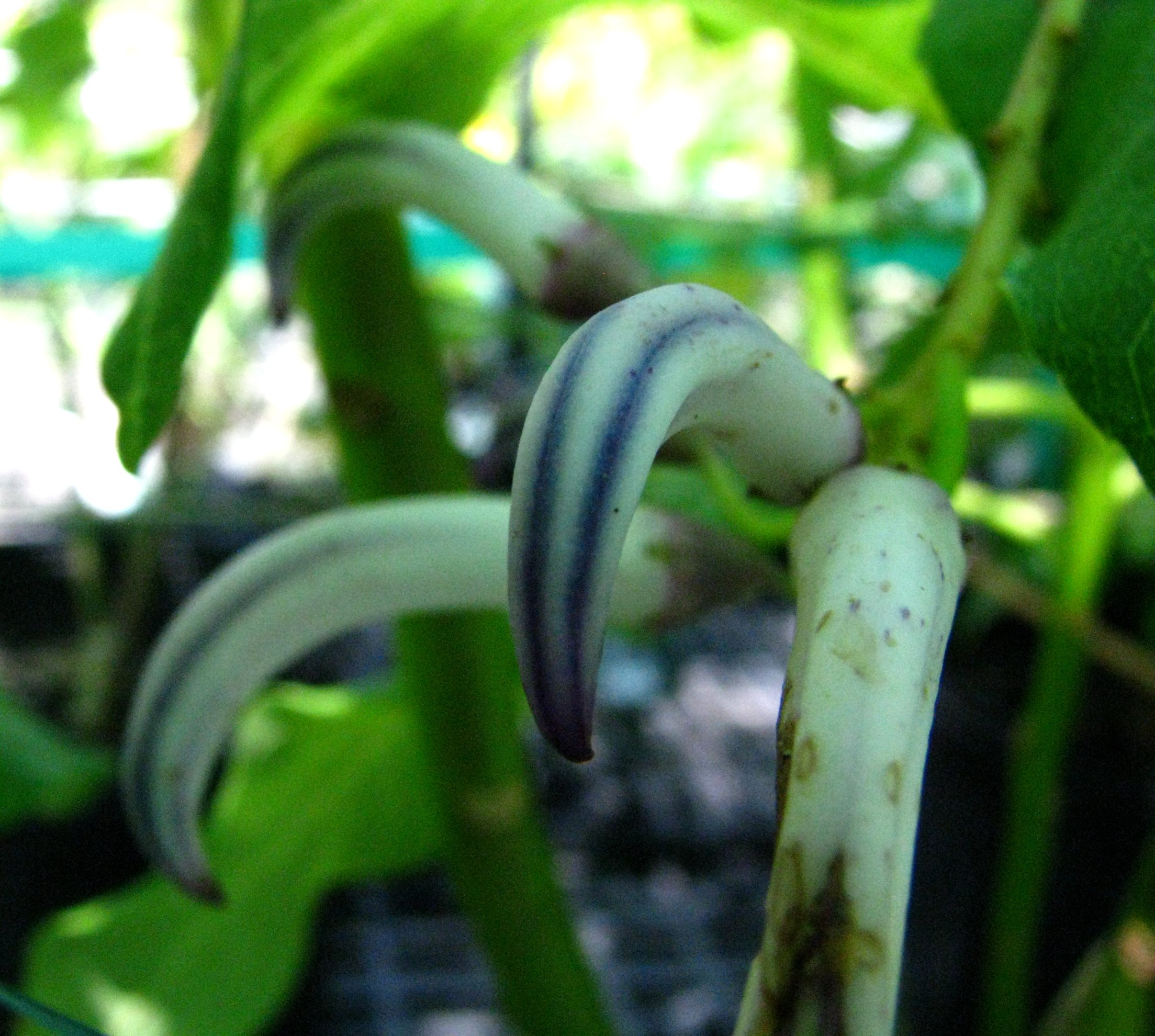